# Gauthier Hein
Gauthier Hein (* 7. August 1996 in Thionville) ist ein französischer Fußballspieler. Er steht seit 2024 beim heimischen Zweitligisten FC Metz unter Vertrag und ist gelernter rechter Außenstürmer.

## Karriere
Der im lothringischen Thionville unweit der deutschen Grenze geborene Gauthier Hein trat in seiner Kindheit dem FC Thionville bei und kam im Sommer 2008 in die Fußballschule des FC Metz. Er gab am 24. Mai 2014 sein Debüt für dessen in der fünften Liga spielende Reservemannschaft, als er beim 2:0-Sieg am 26. Spieltag der CFA-2-Saison 2013/14 gegen den CSO Amneville in der 80. Minute für Fadil Sido eingewechselt wurde. Es blieb sein einziger Einsatz in dieser Saison. Die Reservemannschaft stieg in die vierte Liga auf.  Am 23. Mai 2015 erzielte er beim 4:3-Sieg am 30. Spieltag im Rückspiel gegen Jura Sud Foot sein erstes Tor für die Reservemannschaft im Punktspielbetrieb. Hein kam in dieser Saison zu acht Einsätzen und erzielte einen Treffer. Am Saisonende stieg er mit der Mannschaft wieder in die fünfte Liga ab. Er kam in der Saison 2015/16 zu 25 Einsätzen und erzielte sieben Tore.
Hein erhielt am 23. Mai 2016 seinen ersten Profivertrag. Am 21. September 2016 absolvierte er sein Profidebüt bei der 0:3-Heimniederlage am sechsten Spieltag der Erstliga-Spielzeit 2016/17 gegen Girondins Bordeaux. Am 3. Dezember 2016 erzielte er am 16. Spieltag im Heimspiel gegen Olympique Lyon sein erstes Tor in der Ligue 1, jedoch wurde die Partie abgebrochen, nachdem der Torhüter der Lyoner, Anthony Lopes, von einem Feuerwerkskörper getroffen worden war. Hein kam in dieser Saison zu zwei Einsätzen im Ligapokal, zu einem Einsatz im nationalen Pokalwettbewerb und zu 13 Einsätzen in der Ligue 1.
Ende August 2017 wurde Hein für eine Saison an den Zweitligisten FC Tours verliehen. Er spielte für den Verein in 20 Partien (vier Tore) und stieg zum Saisonende aus der Ligue 2 ab. Im Sommer 2018 kehrte Hein zum FC Metz zurück. Wettbewerbsübergreifend kam er in lediglich sechs Pflichtspielen zum Einsatz und so wurde Gauthier Hein im Juli 2019 nach dem direkten Wiederaufstieg an den Zweitligisten FC Valenciennes verliehen. Bei den Nordfranzosen erkämpfte sich Hein einen Stammplatz und erzielte in 26 Partien ein Tor. Aufgrund der Corona-Krise wurde die Saison abgebrochen, woraufhin der FC Valenciennes den sechsten Platz belegte. Zur Saison 2020/21 verließ Hein den FC Metz endgültig und schloss sich dem Zweitligisten AJ Auxerre an. Im Burgund unterschrieb er einen Vertrag über drei Jahre. In der Hinrunde seiner ersten Spielzeit in Auxerre war Gauthier Hein zwischen der Startelf und der Ersatzbank gependelt, ehe er sich im Laufe der Rückrunde in die Stammelf festspielte und dabei als linker Mittelfeldspieler oder als rechter Außenstürmer eingesetzt wurde. In der Saison 2021/22 schoss er elf Tore und gab sieben Vorlagen und trug somit zur Qualifikation für die Aufstiegs-Play-offs als Tabellendritter bei. Dort setzte sich AJ Auxerre gegen den FC Sochaux durch und qualifizierte sich für die Entscheidungsspiele gegen den Erstligisten AS Saint-Étienne durch, gegen die der Verein aus dem Burgund nach Elfmeterschießen gewann und somit die Rückkehr in die Ligue 1 nach zehn Jahren Abstinenz realisieren konnte. 
Wieder im französischen Oberhaus angekommen, kam Hein regelmäßig zum Einsatz, stand allerdings nicht immer in der Startformation. AJ Auxerre spielte – wie für einen Aufsteiger üblich – um den Klassenerhalt, musste allerdings als Tabellen-17. wieder in die Ligue 2 absteigen. Gauthier Hein hielt seinem Verein die Treue und trug mit 10 Toren sowie genausovielen Vorlagen zum umgehenden Wiederaufstieg bei. In dieser Saison wurde er außerdem von der UNFP zum Spieler des Jahres der Ligue 2 ausgezeichnet.
Im Sommer 2024 kehrte Hein dann mit einem Vierjahresvertrag zu seinem ehemaligen Verein FC Metz in die Ligue 2 zurück.

## Erfolge
- Französischer Zweitligameister (2): 2018/19 (FC Metz), 2023/24 (AJ Auxerre)
- Aufstieg in die Ligue 1 (3): 2018/19 (FC Metz), 2021/22, 2023/24 (AJ Auxerre)
- Spieler des Jahres der Ligue 2: 2023/24